# Baumbachspitze
Die Baumbachspitze ist ein 3105 m ü. A. hoher Berg in der Goldberggruppe der Zentralalpen in den österreichischen Bundesländern Kärnten und Salzburg.

## Lage und Umgebung
Der felsige Gipfel der Baumbachspitze erhebt sich an der Grenze zwischen den Gemeinden Bad Gastein im Osten und Flattach im Westen. Der 3122 m ü. A. hohe Gipfel des Scharecks befindet sich nur etwa 380 m nordwestlich von jenem der Baumbachspitze. An deren östlichen Hängen entspringt mit dem Schlapperebenbach ein Nebenbach der Nassfelder Ache. An den südwestlichen Hängen erstreckt sich das Schigebiet Mölltaler Gletscher. Östlich der Baumbachspitze liegt ein aktiver Gletscher.

## Geologie
In geologischer Hinsicht besteht die Baumbachspitze aus Marmor, aus Phyllit, Schiefer, Phyllonit und Leukophyllit sowie aus Granitgneis und Orthogneis des Tauernfensters (Penninikum).